# Chaneke hofereki
Espèce
Chaneke hofereki est une espèce de scorpions de la famille des Buthidae.

## Distribution
Cette espèce est endémique d'Oaxaca au Mexique. Elle se rencontre vers Santa María Huatulco.

## Description
Le mâle holotype mesure 14,938 mm et la femelle paratype 21,125 mm

## Étymologie
Cette espèce est nommée en l'honneur de David Hoferek.

## Publication originale
- Kovařík, Teruel & Lowe, 2016 : « Two new scorpions of the genus Chaneke Francke, Teruel et Santibáñez-López, 2014 (Scorpiones: Buthidae) from southern Mexico. » Euscorpius, no 218, p. 1-20 (texte intégral).